# 談志の遺言
談志の遺言（だんしのゆいごん）は、2005年10月〜2007年3月の間、ナイターオフシーズン（10月〜翌年3月）限定で、TBSラジオをキーステーションに放送されていたラジオ番組。
2005年10月〜12月は『談志の遺言2005』、2006年1月〜3月・10月〜12月は『談志の遺言2006』、2007年1月〜3月は『談志の遺言2007』のタイトルでそれぞれ放送された。

## 概要
立川談志がひとりで以下のコーナーごとに話す番組。コーナーの間などには外山惠理のナレーションが入るが、外山と談志が直接話すことはなかった。2005年最後の放送では8代目橘家圓蔵が出演し、放送禁止用語の乱れ飛ぶ絶品のコンビネーションを披露した。

### コーナー
今週のなんかあったかい?
談志が世の中について言及する。
談志の落語原論
だからどうした
談志が知らないような豆知識をリスナーから募る。
談志の質問
談志からの質問の答えを問いかける一般投稿コーナー。
談志レコード
談志の自宅の秘蔵レコードをかける。
談志人物伝
ビートたけしや毒蝮三太夫、長嶋茂雄など、談志がある特定の人物について語る。
おれとお前の笑点
一般投稿の大喜利コーナー。

## 放送時間
- 談志の遺言2005（翌年1月からは2006）
  - 2005年10月〜2006年3月 毎週木曜日 21:00－22:00（『おとなの時間割』枠内）
- 談志の遺言2006（翌年1月からは2007）
  - 2006年10月〜2007年3月 毎週火曜日 21:00－22:00（『おとなの時間割』枠内）

## 出演者
- パーソナリティ - 立川談志（落語家）
- ナレーター - 外山惠理（TBSアナウンサー）

## スタッフ
- 放送作家 - 松本尚久
- ディレクター - 小塙治男（テレコム・サウンズ）